# Bolandoz
Bolandoz é uma comuna francesa na região administrativa da Borgonha-Franco-Condado, no departamento de Doubs. Estende-se por uma área de 12.21 km². Em 2010 a comuna tinha 381 habitantes (densidade: 31,2 hab./km²).